# Ouarkoye
Pour le département, voir Ouarkoye (département).
Ouarkoye est une commune située dans le département de Ouarkoye, dont elle est le chef-lieu, de la province du Mouhoun au Burkina Faso.

## Géographie
La commune est traversée par la route nationale 10.

## Éducation et santé
La commune accueille un centre de santé et de promotion sociale (CSPS).